# باكي أبانيوندا
باكي أبانيوندا (بالسواحلية: Bukky Abaniwonda)‏ وتُعرف أيضًا باسمِ باكي وندر (بالسواحلية: Bukky Wonder)‏ هي ممثلة كندية من أصل نيجيري. اشتهرت باكي بفضل ظهورها في عددٍ من الأفلام على غِرار فيلم جسور (بالإنجليزية: Bridges)‏ وفيلم أشياءٌ محرجةٌ حول فقدان الوزن (بالإنجليزية: Awkward Things About losing Weight)‏ وكذا فيلم كاربرديان (بالإنجليزية: Carperdian)‏.

## الحياة المُبكّرة والتعليم
ولدت باكي في كندا لتكون الثانية من بين خمسة أشقاء. أمضت طفولتها في أبوجا ثمّ التحقت بمدرسة كوماند للدراسات الثانوية في أبوجا قبل أن تتخرج من جامعة بوين في وقتٍ لاحق.

## المسيرة المهنيّة
بدأت باكي مسيرتها المهنيّة مُبكّرًا لكنها اشتهرت أكثر عام 2017 حينما لعبت دورًا رئيسيًا في فيلم جسور (بالإنجليزية: Bridges)‏ للمخرج روجرز أوفيمي، ثم ظهرت في فيلم إنها النهاية (بالإنجليزية: It's The End)‏.
أخرجت أبانيوندا عام 2020 أول مسلسلٍ لها على شبكة الإنترنت تحتَ عنوان العائلة الأفريقيّة (بالإنجليزية: The African Family)‏ والذي يكادُ يكون حصريًا بالكامل من إنتاج وإخراج ممثلين سود. صُوِّر الفيلمُ في كالغاري، وضمَّ طاقم عملٍ أفريقي بالكامل وبخاصّة من دول نيجيريا والكونغو وأنغولا.